# (500338) 2012 SU49
(500338) 2012 SU49 es un asteroide perteneciente al cinturón de asteroides, descubierto el 10 de octubre de 2007 por el equipo del Mount Lemmon Survey desde el Observatorio del Monte Lemmon, Arizona, Estados Unidos.

## Designación y nombre
Designado provisionalmente como 2012 SU49.

## Características orbitales
2012 SU49 está situado a una distancia media del Sol de 2,968 ua, pudiendo alejarse hasta 3,301 ua y acercarse hasta 2,636 ua. Su excentricidad es 0,112 y la inclinación orbital 10,18 grados. Emplea 1868,34 días en completar una órbita alrededor del Sol.

## Características físicas
La magnitud absoluta de 2012 SU49 es 16,9.